# Distretto di Tauripampa
Il distretto di Tauripampa è uno dei trentatré distretti della provincia di Yauyos, in Perù. Si trova nella regione di Lima e si estende su una superficie di 530,86 chilometri quadrati.
Ha per capitale la città di Tauripampa.